# Bedřich Kostelka
Bedřich Kostelka (6. března 1898 Vyškov – 30. září 1973 Brno) byl český a československý politik a člen Československé strany lidové, za kterou byl po roce 1945 poslancem Prozatímního Národního shromáždění. Po roce 1948 pronásledován a vězněn.

## Biografie
Narodil se jako jedno z deseti dětí silně věřícího vyškovského úředníka. Jeho bratrancem byl i pozdější místopředseda ČSL a ministr pošt František Hála. Po maturitě nastoupil na východní frontu 1. světové války (1917–1918), poté nastoupil jako úředník berní správy ve Vyškově. Od té doby byl velmi činný v Orlu. 27. července 1920 byl zvolen náčelníkem Orla ve Vyškově. Ve funkci setrval až do zákazu této katolické tělovýchovné organizace za Protektorátu. Na tento post se vrátil po roce 1945.
Za německé okupace se aktivně zapojil do odboje. Působil v organizaci Obrana národa a v roce 1942 byl zatčen gestapem a šest týdnů vězněn v Brně. Znovu zatčen v roce 1944 a odsouzen k sedmi letům vězení za vlastizradu. V Bayreuthu osvobozen americkou armádou a již v dubnu 1945 nastoupil jako vedoucí úředník finanční správy v Chebu. Po návratu domů získal post předsedy místní organizace ČSL ve Vyškově.
V letech 1945–1946 byl poslancem Prozatímního Národního shromáždění za lidovce. V parlamentu setrval do parlamentních voleb v roce 1946.
Po volbách v roce 1946 se stal předsedou Okresního národního výboru ve Vyškově. Po únorovém převratu roku 1948 byl rozhodnutím Akčního výboru Národní fronty z funkce odvolán. Byl pak novým režimem zatčen a spolu se svým synem Miroslavem vězněn. Odsouzen byl k 25 letům vězení za své styky s předúnorovými poslanci ze skupiny Modrý štít a krytí Bohdana Chudoby před jeho emigrací na Západ. V roce 1949 byla ve vykonstruovaném procesu odsouzena i jeho manželka Ludmila na 12 let do vězení a zabaven jim byl rodinný majetek. Vězněn byl postupně v Plzni (na Borech), Valdicích, Ostrově u Karlových Varů, Mírově a Leopoldově. V květnu 1960 byl spolu se synem amnestován, ale po celá 60. léta byl pod dohledem Státní bezpečnosti.
V roce 2001 mu byla udělena in memoriem Cenu starosty Města Vyškova za přispění k rozkvětu města.